# Hendrik Goosen
Hendrik Willem Nicolaas Goosen (conocido como Sammy Goosen) fue un deportista sudafricano que compitió en ciclismo en la modalidad de pista. Participó en los Juegos Olímpicos de Amberes 1920, obteniendo una medalla de bronce en la prueba de persecución por equipos.

## Medallero internacional
| Juegos Olímpicos | Juegos Olímpicos  | Juegos Olímpicos  | Juegos Olímpicos        |
| Año              | Lugar             | Medalla           | Competición             |
| ---------------- | ----------------- | ----------------- | ----------------------- |
| 1920             | Amberes (Bélgica) | Medalla de plata  | Tándem                  |
| 1920             | Amberes (Bélgica) | Medalla de bronce | Persecución por equipos |